# Volvo B10BLE
Volvo B10BLE – niskowejściowy autobus miejski oraz podwozie autobusowe, produkowane w latach 1992–2005 przez szwedzką firmę Volvo. Model ten powstawał również w fabryce firmy Volvo Polska we Wrocławiu. W latach 1998–2003 powstawała również dłuższa odmiana (15 metrowa) – B10BLE 6x2.
Produkcja kompletnych autobusów, z nadwoziem typu Säffle 2000, odbywała się w mieście Säffle, w Szwecji, w dawnym zakładzie firmy Säffle Karosseri AB, przekształconym po przejęciu w 1981 roku na Volvo Bussar Säffle AB.
Następcą jest niskopodłogowa odmiana modelu Volvo 8700LE o długości 12 metrów.

## Volvo B10BLE 6x2

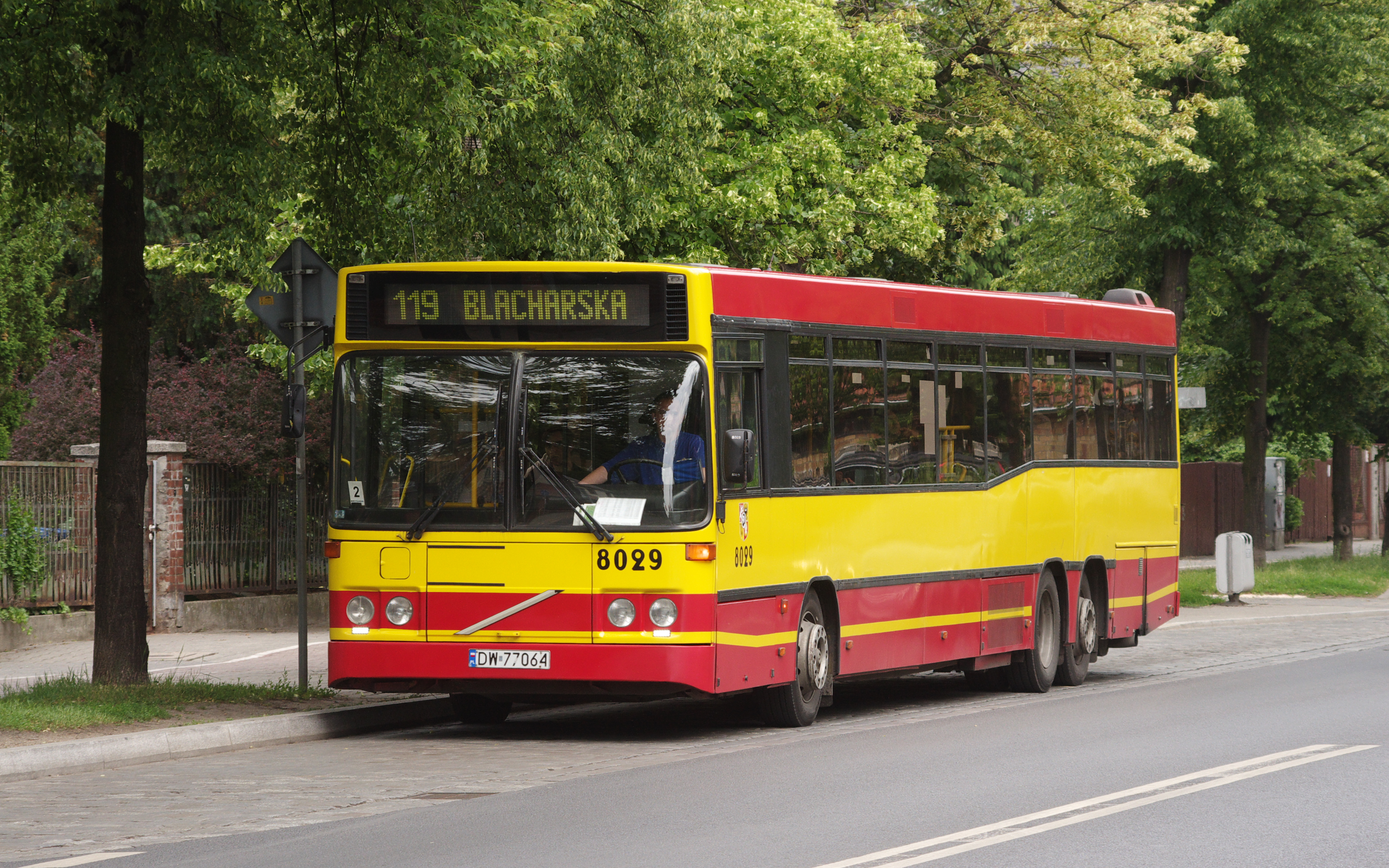
Volvo B10BLE 6x2 we Wrocławiu

W 1998 roku Volvo zaprezentowało wersję 6x2 modelu B10BLE, który względem standardowej wersji został wydłużony do 15 metrów. Odmiana była produkowana w latach 1998–2003 głównie we Wrocławiu.
Nadwozie zostało zaprojektowane przez fińską firmę Carrus i montowane jako Carrus City lub Carrus 204 na podwoziach firmy Volvo i Scania. W 1997 roku firma Carrus została kupiona przez Volvo i od tego czasu nadwozia Carrusa były montowane tylko na podwoziach szwedzkiego producenta. W Polsce była to najpopularniejsza kombinacja nadwozia Carrus City i podwozia z rodziny Volvo była oznaczana skrótowo jako Volvo B10BLE 6x2, jednak nadwozie Carrusa nie były jedynym nadwoziem montowanym na podwoziu Volvo B10BLE 6x2, gdyż te znalazły zastosowanie również w autobusach typu Säffle, Aabenraa czy Ikarus EAG. Silnik Volvo DH 10A o mocy 210 kW (285 KM) montowany w tylnej części autobusu spełniał normy emisji Euro 2, oprócz tego opcjonalnie montowano silniki z rodziny GH10 (GH10A, GH10B, GH10C), które były zasilane gazem ziemnym (CNG) lub biogazem. Ich moc sięgała od 180 kW (245 KM) w GH10A do 213 kW (290 KM). W tym autobusie zastosowano zawieszenie pneumatyczne (z przodu niezależne, z tyłu most sztywny). W opcji obok układów ABS, ASR, dostępny był zwalniacz (retarder) zintegrowany ze skrzynią biegów.